# Allium calabrum
Allium calabrum är en amaryllisväxtart som först beskrevs av Nicola Terracciano, och fick sitt nu gällande namn av Brullo, Pavone och Cristina Salmeri. Allium calabrum ingår i släktet lökar, och familjen amaryllisväxter.
Artens utbredningsområde är Italien. Inga underarter finns listade i Catalogue of Life.